# 소륵국
소륵국(疏勒國, Shule Kingdom)은 서역(西域) 북부 실크로드(Northern Silk Road)에 있었던 타클라마칸 사막(Taklamakan Desert)에 있었던 고대 오아시스 왕국이다. 수도는 카슈가르(Kashgar)에 있었으며, 카슈가르에서 카슈가르 강(Kashgar River)이 기원한다. 이웃한 호탄 왕국(Kingdom of Khotan)처럼 동부이란어군(Eastern Iranian languages)인 사카어(Saka language)를 사용하였다.
7세기 당(唐)의 속국이었지만 8세기에 토번(吐蕃, Tibetan Empire)에 정복되었고, 이 일대가 이슬람화와 투르크화가 진행되었을 당시 카라한 칸국(Kara-Khanid Khanate)에 합병되었다.

## 역사
소륵국에 대한 최초의 언급은 기원전 120년경 서한(西漢)이 국경을 탐색할 때쯤이었다. 기원후 127년 소륵국은 동한(東漢)에 조공을 바치기 시작했다. 168년, 화득(和得)이 소륵왕을 암살하고 왕위를 찬탈하자 한은 소륵을 정벌하려 하였지만, 170년 정중(楨中) 포위전이 실패하면서 한의 군대는 철수하였다.
동한이 망하는 220년, 소륵국은 정중, 사거(莎車, Yarkent), 갈석(竭石), 거사(佉沙), 서야(西夜), 의내(依耐) 등의 도시국가를 정복하였다. 5세기에 소륵국은 돌궐(突厥)의 조공국이 되었다. 630년, 돌궐이 당(唐)과의 전투에서 패배하자 소륵국은 돌궐로부터 독립하였다. 632년, 당의 오아시스 국가 정복 당시 당의 속국이 되었다. 일부에서는 소륵국은 당의 조공국이 되었고 당은 느슨한 종주권을 소유하는데 그쳤다고 한다. 당에게 정복된 이후, 약 640년에서 790년 사이 소륵국은 당의 안서대도호부(安西大都護府)의 일부가 되었다. 649년에서 670년 사이, 소륵은 구자(龜玆), 우전(于闐), 언기(焉耆)와 함께 안서사진(安西四鎭) 중 하나가 되었고, 670년 이후에는 4진 가운데 우전 대신 비사(毗沙)로 교체되었지만, 소륵은 4진의 지위를 유지하였다.
670년, 소륵은 토번에게 정복되었다. 673년, 소륵은 스스로 당의 속국임을 선포했지만, 692년에야 당은 소륵을 재차 정복하였다.
715년 쿠타이바 이븐 무슬림(Qutayba ibn Muslim)이 소륵국을 공격하였다고 하지만 이는 사실이 아닐 가능성이 높다.
신장의 이슬람화와 투르크화 시기에, 카라한 제국의 무슬림 투르크인들은 소륵국을 흡수하였다. 마흐무드 알 카슈가리(Mahmud al-Kashgari)에 의하면, 소륵국 인근에 칸차크어(Kanchaki)나 소그드어(Sogdian)와 같은 투르크어가 아닌 언어들이 일부에서 여전히 사용되었다고 한다. 칸차크어는 사카어(Saka language)에 속한다고 본다. 11세기 말 이전 타림분지(Tarim Basin)는 언어상 투르크어화되었다.

## 경제
북부 실크로드에 있었기에 소륵은 대부분 옥문관(玉門關)과 파미르고원(Pamir Mountains)을 통하여 교역하였다.

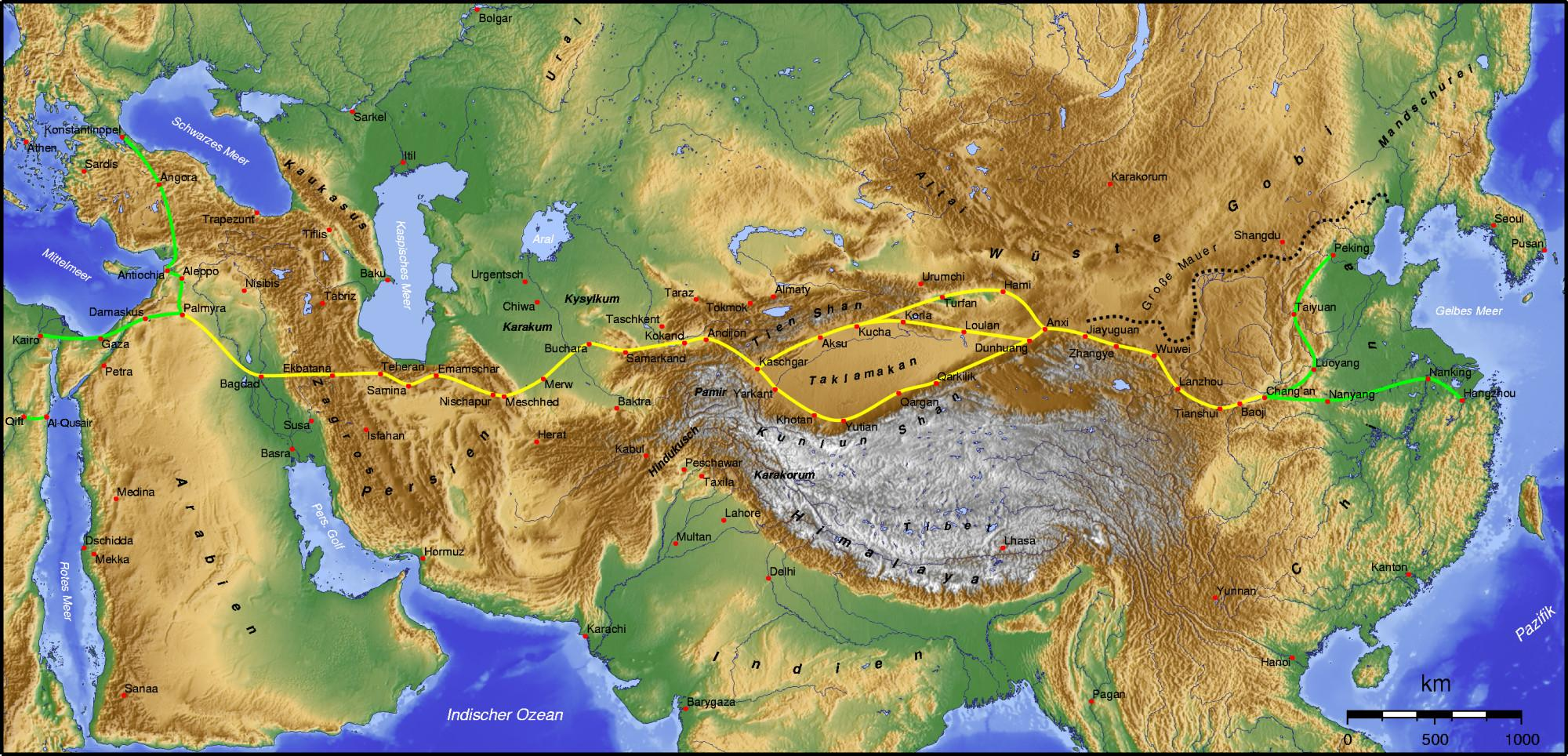
소륵국 수도 카슈가르(Kashgar)

카슈가르를 관통하는 북부 실크로드는 카슈가르로부터 악수(Aksu), 쿠차(Kucha), 코를라(Korla)를 경유하여 철문관(鐵門關)을 지나 카라샤르(Karasahr), 교하(交河), 투르판(Turpan), 고창(高昌), 쿠물(Kumul)을 경유하여 안서(安西)로 들어가는 타림분지 북부 경로로 쪼개졌다. 타림분지 남부 경로는 카슈가르에서 시작하야 야르칸트, 카르갈릭(Karghalik), 피산(皮山), 호탄(和田, Khotan), 케리야(Keriya), 니야(Niya), 카르칸(Qarqan), 카르킬릭(Qarkilik), 미란(Miran), 돈황(敦煌)을 거쳐 안서로 갔다.

## 군주
- 성(成) 70
- 두제(兜題) 72
- 충(忠) 74
- 성대(成大) 84
- 안국(安國) 116
- 유복(遺腹) 125
- 신반(臣磐) 127
- 화득(和得) 168
- 아미궐(阿彌厥) 605
- 배작(裴綽) 618
- 배아마지(裴阿摩支) 627
- 배이건(裴夷健) 698
- 배안정(裴安定) 728
- 배국량(裴國良) 753
- 배랭랭(裴冷冷) 784–789? / 당 장군 노양(魯陽) 789

## 같이 보기
- 안서도호부
- 토하라인
- 투르키스탄
- 월지